# Трусан (Торино)
Трусан је насеље у Италији у округу Торино, региону Пијемонт.
Према процени из 2011. у насељу је живело 13 становника. Насеље се налази на надморској висини од 1030 м.